# Арно Гилем
Арно Гилем (фр. Arnaud-Guilhem) насеље је и општина у јужној Француској у региону Миди Пирене, у департману Горња Гарона која припада префектури Сен Годан.
По подацима из 2011. године у општини је живело 223 становника, а густина насељености је износила 28,96 становника/km². Општина се простире на површини од 7,7 km². Налази се на средњој надморској висини од 433 метара (максималној 463 m, а минималној 279 m).

## Демографија
| 1962. | 1968. | 1975. | 1982. | 1990. | 1999. | 2011. |
| ----- | ----- | ----- | ----- | ----- | ----- | ----- |
| 159   | 198   | 192   | 191   | 191   | 167   | 223   |

График промене броја становника у току последњих година